# مومبیل، نیو ساوت ولز
مومبیل (به انگلیسی: Mumbil) یک شهرک در استرالیا است که در نیو ساوت ولز واقع شده‌است.